# Byumba
Byumba es una ciudad de la Provincia del Norte de Ruanda.

## Contexto geográfico
Capital del Distrito de Gicumbi y de la Provincia del Norte, se encuentra a 60 km de la capital, Kigali. Esta ubicación se encuentra aproximadamente a 30 kilómetros, al sur de la frontera internacional con Uganda en Gatuna.

## Población
A partir de 2012, la población en Byumba se estimó en 75.463 habitantes.

## Equipamientos
Es la sede de una Aldea infantil SOS. 